# 閔庚植
閔 庚植（ミン・ギョンシク、朝鮮語: 민경식、1920年12月30日 - 2000年12月22日）は、満洲国のジャーナリスト、大韓民国の政治家、実業家。制憲韓国国会議員。
本貫は驪興閔氏。号は三隠（サムン、三隱/삼은）。

## 経歴
日本統治時代の京畿道龍仁郡（現・龍仁市器興区）出身。日本大学芸術科卒。満州日報記者、大韓青年団員を経て、1948年の初代総選挙に大韓独立促成国民会の候補として龍仁選挙区より出馬し、国会議員に当選した。その後は韓国ポプラ社長を務め、1960年代には全国でポプラの植樹運動を推進した。2000年に死去、享年80。